# Chiesa di San Martino Vescovo (Valle di Casies)
La chiesa di San Martino Vescovo, o semplicemente chiesa di San Martino e in tedesco Pfarrkirche St. Martin, è la parrocchiale di San Martino, frazione-capoluogo del comune sparso di  Valle di Casies, in provincia di Bolzano e diocesi di Bolzano-Bressanone; fa parte del decanato di San Candido-Dobbiaco.

## Storia
Forse esisteva nella valle di Casies una chiesa dedicata a San Martino Vescovo già nell'Alto Medioevo, anche se la prima citazione che ne attesta la presenza è molto più tarda, essendo datata 1425.

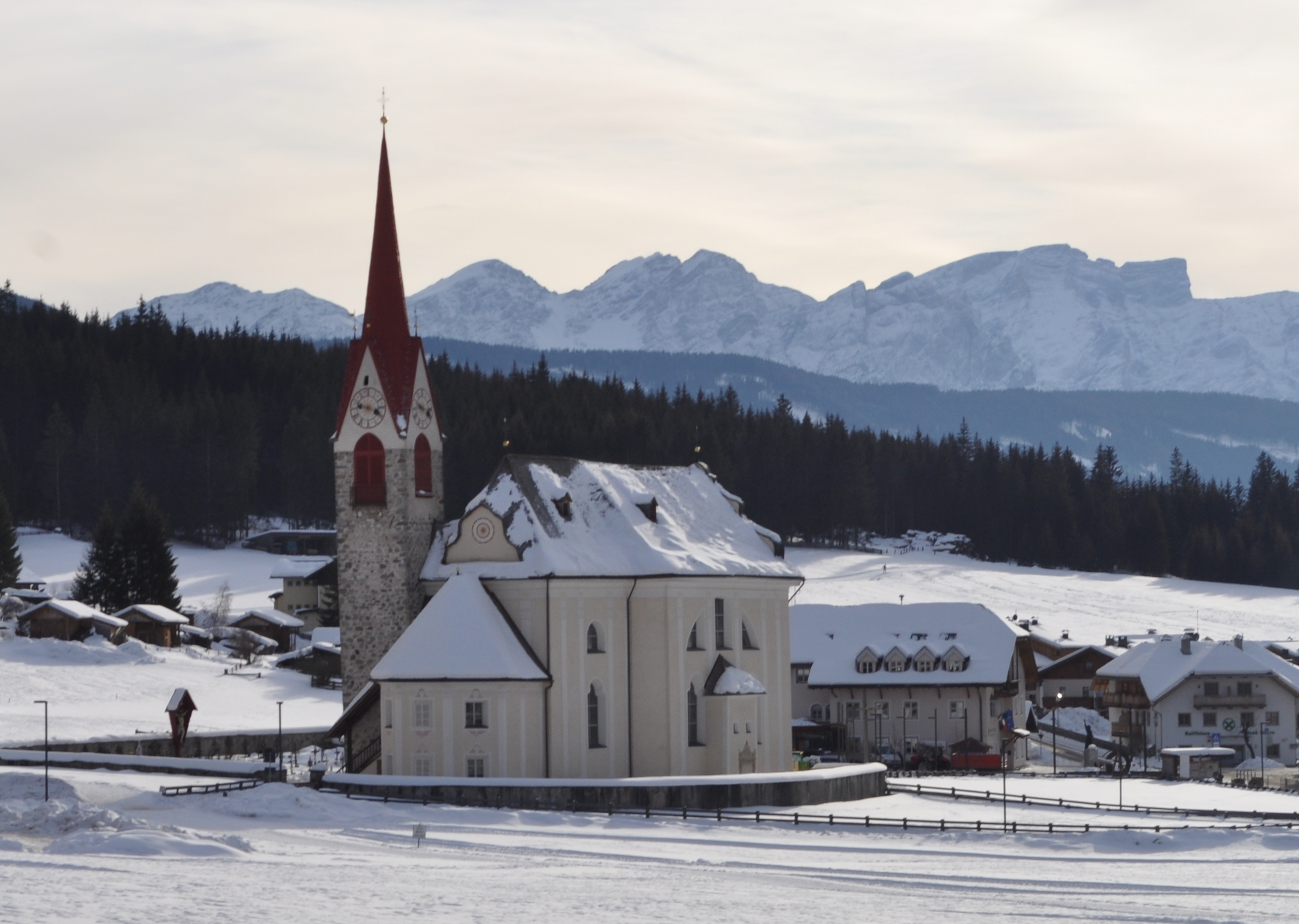
La chiesa innevata

Nel 1777 l'antica chiesa gotica venne completamente rifatta in stile barocco, per poi esser benedetta nel 1782 dal vescovo di Bressanone Joseph Philipp Franz von Spaur; l'edificio fu ristrutturato e decorato nel 1906.

## Descrizione

### Esterno
La facciata a capanna della chiesa, che volge a sudest, è scandita da quattro lesene dipinte,  poggianti sul basamento, e presenta al centro il portale d'ingresso a tutto sesto e un finestrone; a coronare il prospetto v'è il timpano mistilineo caratterizzato da tre nicchie, ospitanti altrettante statue, e dall'orologio.
Annesso alla parrocchiale è il campanile in pietra a base quadrata, la cui cella presenta una monofora a tutto sesto per lato ed è coronata dalla guglia piramidale che si innesta su quattro timpani nei quali sono alloggiati i quadranti dell'orologio.

### Interno
L'interno dell'edificio si compone di un'unica navata, sulla quale s'aprono le cappelle laterali, di cui una è situata sopra la sagrestia, realizzata riconvertendo l'abside a tre lati dell'antica chiesa.
Qui sono conservate diverse opere di pregio, tra le quali gli affreschi ritraenti l'Adorazione di Gesù Bambino da parte dei nobili di Casies di Dentro e San Martino e la tela che ritrae i Santi Anna e Antonio, opere di Josef Mitterwurzer, la pala con soggetto San Martino sul letto di morte riceve la Comunione, dipinta da Cosroe Dusi, le statue che rappresentano San Isidoro che impugna la zappa e Santa Notburga con in mano la falce, realizzate da Francesco Saverio Nißl, e l'affresco con i miracoli di San Martino, eseguito nel 1906 da Heinrich Kluibenschedl.